# 9981 Kudo
A 9981 Kudo (ideiglenes jelöléssel (9981) 1995 BS3) a Naprendszer kisbolygóövében található aszteroida. Kobajasi Takao fedezte fel 1995. január 31-én.